# وحشي

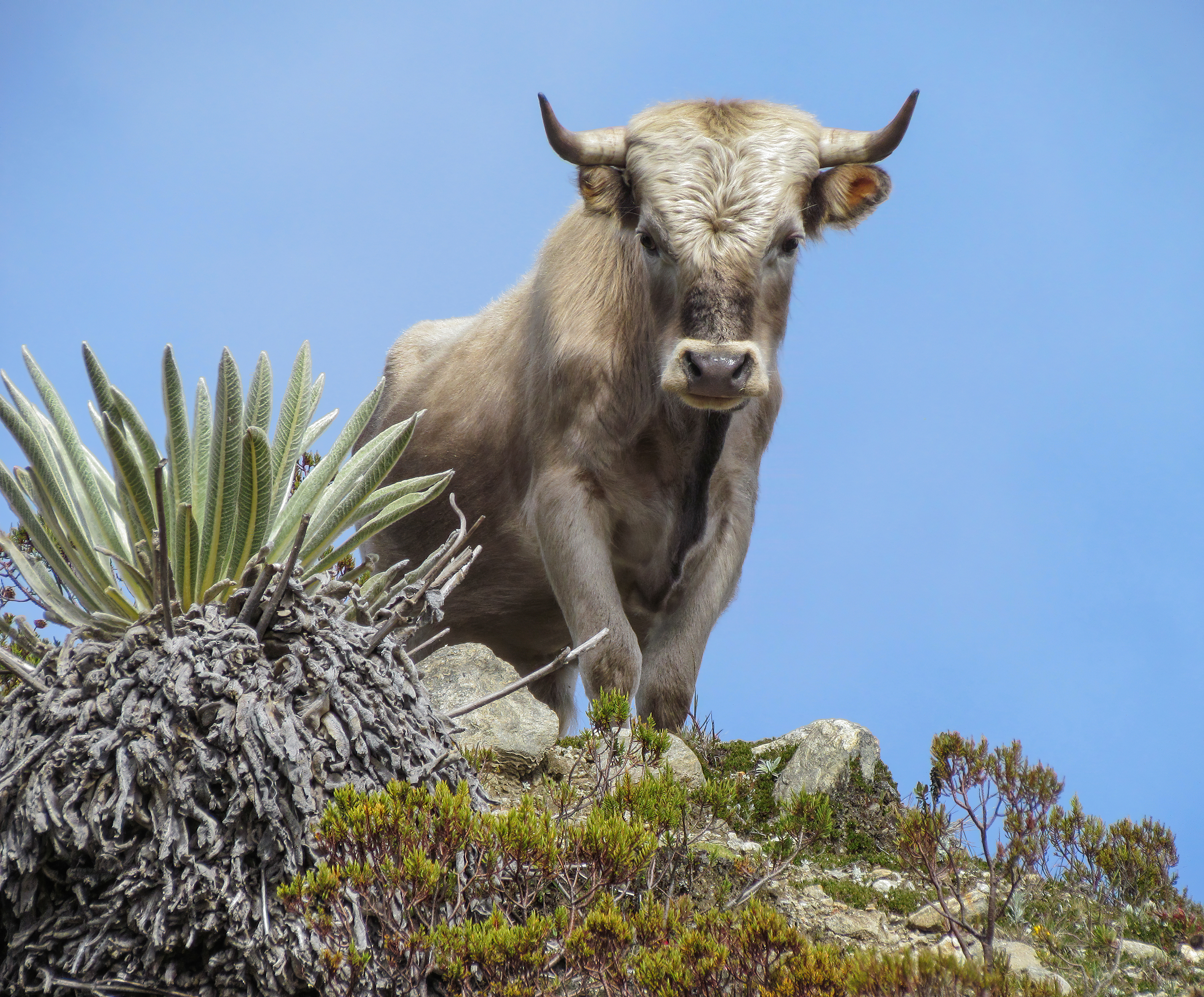
ثور وحشي في فنزويلا

الحيوان أو النبات الوحشي (بالإنجليزية: Feral، من اللاتينية fera ، «وحش بري») هو الذي يعيش في البرية ولكنه ينحدر من عينات مستأنسة.
كما هو الحال مع الأنواع المستقدمة، قد يؤدي إدخال الحيوانات أو النباتات الوحشية إلى مناطق غير أصلية إلى تعطيل النظم الإيكولوجية وقد ساهم في بعض الحالات في انقراض الأنواع الأصلية. إن إزالة الأنواع الوحشية هو محور رئيسي للترميم البيئي للجزر.

## الحيوانات
الحيوان الوحشي هو حيوان فر من حالة منزلية أو أسرية ثم يعيش كحيوان بري، أو حيوان منحدر من مثل هذه الحيوانات. تتضمن التعريفات الأخرى الحيوانات التي تغيرت من أن تصبح مستأنسة إلى حيوانات برية أو طبيعية أو غير مروضة. من الأمثلة الشائعة على الحيوانات التي تتواجد فيها أعداد كبيرة من الخيول والكلاب والماعز والقطط والجمال والخنازير. يستثني علماء الحيوان بشكل عام الحيوانات من الفئة الوحشية التي كانت برية بالفعل قبل أن تهرب من الأسر؛ مثل الأسود التي هربت من حديقة الحيوانات.

## النباتات

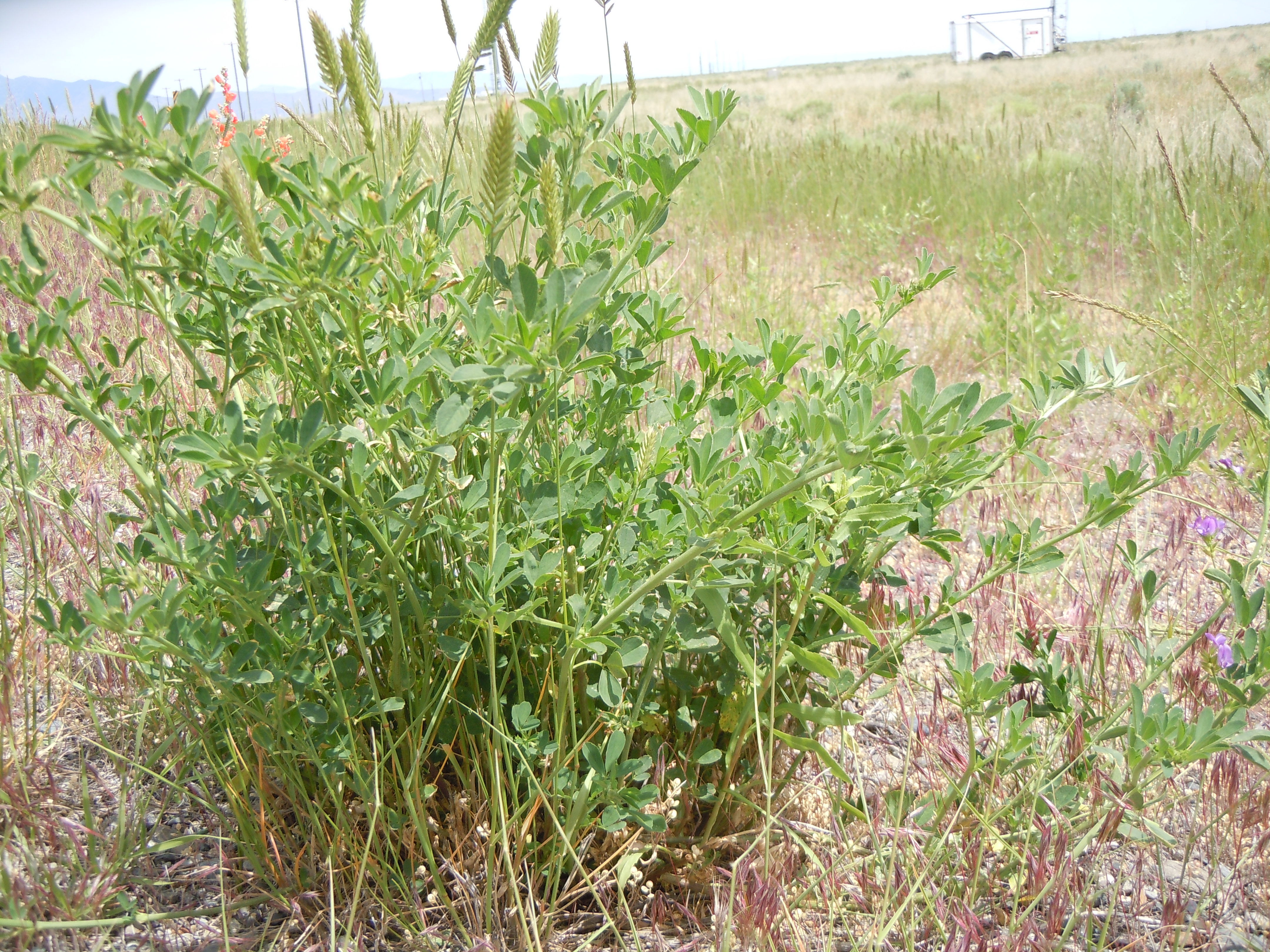
نباتات البرسيم تستعمر جوانب الطرق.

يشار إلى النباتات المستأنسة التي تعود إلى البرية في بعض الأحيان كمحاصيل وحشية. تشبه المتغيرات التكيفية والبيئية الموجودة في النباتات التي تنتشر في البرية بشكل وثيق تلك الخاصة بالحيوانات. إن التجمعات الوحشية لنباتات المحاصيل، إلى جانب التهجين بين نباتات المحاصيل وأقاربها البرية، تجلب خطر نقل الخصائص الكائنات المعدلة وراثيًا مثل مقاومة المبيدات الحشرية إلى نباتات الحشائش. يُعرف الوجود غير المقصود لنباتات المحاصيل المعدلة وراثيًا أو الصفات المعدلة في نباتات أخرى نتيجة التكاثر المتقاطع باسم «الوجود العرضي (AP)».

## المتغيرات
تتعرض بعض الحيوانات المألوفة للوحشية بسهولة ونجاح، في حين أن الحيوانات الأخرى أقل ميلًا للتجول وعادة ما تفشل على الفور في ذلك. تنفصل بعض الأنواع بسهولة عن البشر وتلاحق أقرنائها، ولكنها لا تبتعد أو تنتشر بسهولة. يغادر آخرون ويذهبون، بحثًا عن منطقة أو نطاق جديد لاستغلال وعرض الغزو النشط. إن المعيار النهائي للنجاح هو طول العمر. يعتمد الثبات على قدرتهم على تأسيس أنفسهم والتكاثر بشكل موثوق في البيئة الجديدة. لا المدة ولا الشدة التي تم بها تدجين الأنواع توفر علاقة مفيدة مع إمكاناتها الوحشية. [بحاجة لمصدر]